# Fissidens subbasilaris
Fissidens subbasilaris är en bladmossart som beskrevs av Hedwig 1801. Fissidens subbasilaris ingår i släktet fickmossor, och familjen Fissidentaceae. Inga underarter finns listade i Catalogue of Life.